# Gangstar Toons Industry
Pour les articles homonymes, voir GTI.
Gangstar Toons Industry ou GTI est un groupe de techno hardcore français fondé en 1994. Ses membres ont créé un label éponyme.

## Biographie
Gangstar Toons Industry est formé en 1994 et est considéré comme un groupe pionnier des scènes techno hardcore et frenchcore,. Les membres du groupe sont DJ Kirin (Christophe Boumaize), DJ La Carotte (Roman Carrot), Atomic Compressor (Marc Durand), King Smoke, Hardsquad (Christopher L) , Killer Clowns, Bolhead, Demon Tribe, LKJ Sisters (Leila, Kimo et Juanita), Patkash.

## Style musical
Les compositions de GTI entrent de manière générale sous l'appellation techno hardcore, allant du breakcore au speedcore en passant par le gabber (early hardcore). Les œuvres du groupe ont été intégrées dans les sets de DJ comme Lenny Dee, Liza 'N' Eliaz, DJ Freak, Rob Gee, The Dreamteam, The Speed Freak ou encore Laurent Hô. GTI est considéré comme l'un des groupes fondateurs du hardcore français à l'instar de Micropoint et Laurent Hô. Les compositions intègrent de nombreux échantillons issus de films.

## Label discographique
Le label discographique homonyme créé en 1994 par le groupe fait partie des tout premiers groupes et labels du genre en France. Il recueille dans son catalogue ses compositions ainsi que celles d'autres artistes français de la scène techno hardcore. Il ne comporte que huit références. Dans son ouvrage Energy Flash: A Journey Through Rave Music and Dance Culture, le critique musical Simon Reynolds cite Gangstar Toons Industry parmi les labels de « stormcore ultra-sévères ».
Le label a également compté un sous-label, RPG-7. Le sous-label compte trois sorties catalogues, de Liza 'N' Eliaz & LKJ Sisters (RPG-7 001, 1995), GTI (RPG-7 002, 1996) et en 2016 la remise sous presse du précédent (RPG-7 002 RP).

## Discographie
- 1994 : Gangstar Toons Industry 1
- 1994 : Gangstar Toons Industry 2
- 1995 : Gangstar Toons Industry 3
- 1995 : Gangstar Toons Industry 4
- 1995 : Gangstar Toons Industry 5
- 2009 : Gangstar Toons Industry 7
- 2009 : Gangstar Toons Industry 8